# 見沼自然公園
見沼自然公園（みぬましぜんこうえん）は、埼玉県さいたま市緑区に所在する公園である。さぎ山記念公園と隣接している 。

## 概要

井沢弥惣兵衛像

東京ドームの約2.3倍の面積をもつ公園で、広大な芝生広場がある。見沼代用水東縁と加田屋川に挟まれたエリアにあり、かつて見沼の一部であった。見沼を干拓した井沢弥惣兵衛の銅像が園内にある。大きな修景池も設けられており、かつて見沼にも生息した動植物を観察することができる。

## データ
- 敷地面積 - 109,000平方メートル
- 開園 - 1994年（平成6年）3月31日。（旧浦和市の公園として開園）。
- 駐車場 - 198台

## 園内
- 芝生広場
- 自然観察園
- ゲートボール場
- 修景池
- 野鳥の池

## 所在地
- 埼玉県さいたま市緑区大字南部領辻450-1

## アクセス
- JR浦和駅東口から国際興業バス「さいたま東営業所行き」
- JR東浦和駅から国際興業バス「さいたま東営業所行き」

いずれも｢さぎ山記念公園｣停留所下車、徒歩5分（さぎ山記念公園の園内を横切る）。
- JR大宮駅東口から国際興業バス「さいたま東営業所行き」「浦和美園駅東口行き」「浦和学院高校行き」「浦和東高校行き」

いずれも｢締切橋｣停留所下車、徒歩3分。